# Get On Your Knees
«Get On Your Knees» —en español: «Ponte de Rodillas»— es una canción interpretada por la rapera trinitense Nicki Minaj con la colaboración de la cantante estadounidense Ariana Grande incluida en su tercer álbum de estudio, The Pinkprint (2014). De los sellos discográficos Young Money Entertainment, Cash Money Records y Republic Records. Fue producida por el productor estadounidense Dr. Luke y Cirkut. En la letra de la canción Minaj golpea en un estilo de "trance", ya que exige cosas de su pareja masculina, insinúa sexo oral, y describe una "obsesión fetichista por ver a su hombre a cuatro patas".